# Theropoda
I teropodi (Theropoda, dal greco θηρίον (Theríon) che significa "bestia", e πούς (Poús), ποδός (podós), che significa "piede") sono un clado di dinosauri saurischi. La maggior parte era carnivora, ma certi generi si evolsero in erbivori, onnivori, piscivori, ed insettivori. I teropodi comparvero nel Triassico Superiore (piano Carnico, 231,4 milioni di anni fa) e inclusero gli unici carnivori terricoli di grossa taglia dal Giurassico inferiore fino alla fine del Cretacico. Gli uccelli (l'unico gruppo di teropodi sopravvissuto all'evento K-T) comparvero durante il Giurassico superiore e oggi si contano 10 000 specie viventi.
Nel 2014 gli scienziati pubblicarono dettagli riguardo all'evoluzione degli uccelli dagli altri dinosauri teropodi. Tra i tratti che collegano gli uccelli con gli altri dinosauri teropodi ci sono la furcula, i sacchi aeriferi, la cova delle uova e il piumaggio (soprattutto nei celurosauri ma anche in altri cladi, dato che la piuma semplice è un carattere ancestrale comune a tutti gli ornitodiri).

## Paleobiologia

### Dieta e denti

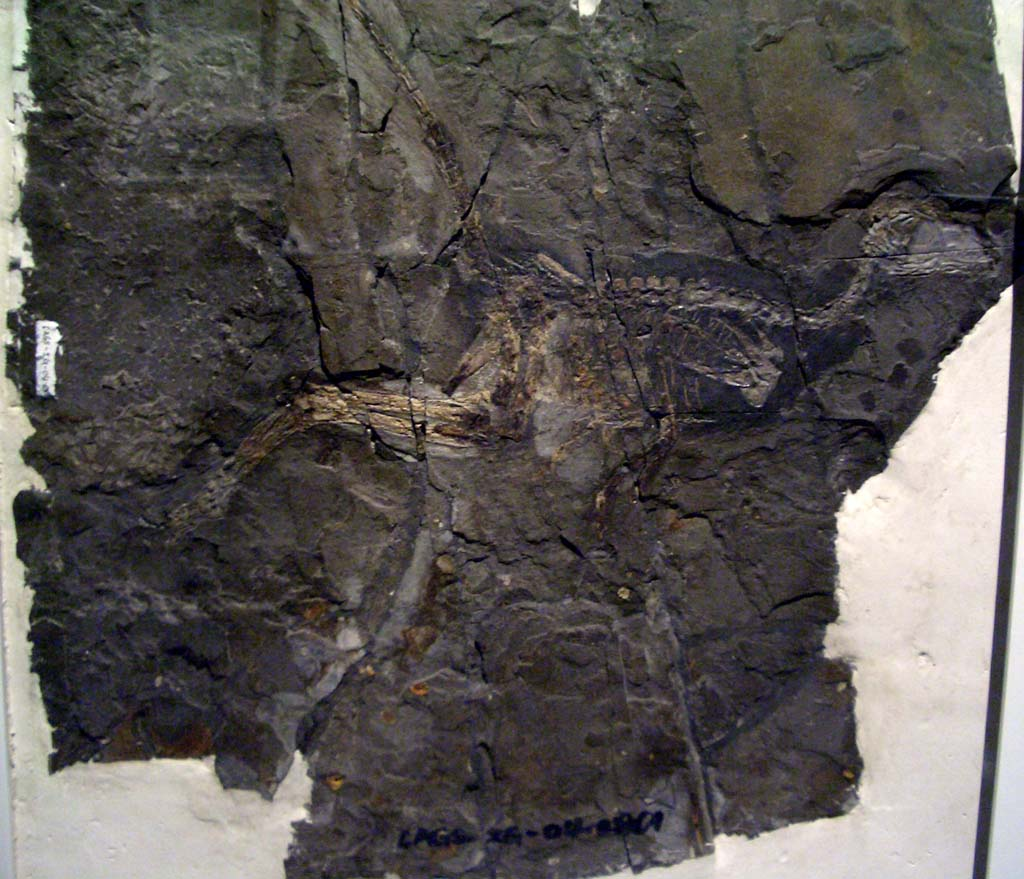
Esemplare del troodontide Jinfengopteryx elegans, con semi preservati nello stomaco.

I teropodi esibiscono un numero di alimentazioni diverse, incluse insettivore, erbivore, e carnivore. Si riteneva in passato che tra i teropodi l'abilità di nutrirsi di varie fonti di cibo oltre della carne fosse un tratto esclusivo degli uccelli, ma scoperte fatte nel tardo XX secolo e nei primi anni del XXI dimostrarono che ci fossero persino teropodi primitivi con diete variate. Lo stereotipo che i teropodi fossero principalmente carnivori ebbe origine dal fatto che i primi esemplari scoperti nel tardo XIX secolo e i primi anni del XX fossero dotati di denti aguzzi e seghettati, con certi esemplari mostranti prove non ambigue di comportamenti predatori. Esempi includono il fossile d'un Compsognathus con una lucertola preservata nello stomaco, e un esemplare di Velociraptor preservato nell'atto di lottare con un Protoceratops.
I primi teropodi non-aviari confermati a non essere carnivori furono i terizinosauri, una volta conosciuti come "segnosauri". Si riteneva in passato che fossero prosauropodi, ma fu dopo dimostrato che fossero invece dei teropodi specializzati a una dieta erbivora. I terizinosauri possedevano addomi enormi per digerire i vegetali, e teste piccole con becchi e denti a forma di foglia. Ulteriori studi su teropodi maniraptoriani dimostrarono che i terizinosauri non erano gli unici teropodi preistorici ad abbandonare il carnivorismo. Certe altre stirpi di maniraptoriani primitivi dimostrano adattamenti a una dieta onnivora, inclusi troodontidi (per cui ci sono prove che mangiassero i semi), gli alvarezsauri, oviraptorosauri, e ornitomimosauri. Certe altre stirpi, come quella di Masiakasaurus e gli spinosauridi sembrano essere state specializzate a una dieta piscivora.
Si può dedurre la dieta dei teropodi osservando la morfologia dei denti, i segni dei denti sulle ossa delle prede, e i contenuti degli stomaci. Oltre gli uccelli odierni, si sa che certi teropodi preistorici, come Baryonyx, Lourinhanosaurus, e gli ornitomimosauri utilizzavano i gastroliti.

### Squame e piumaggio

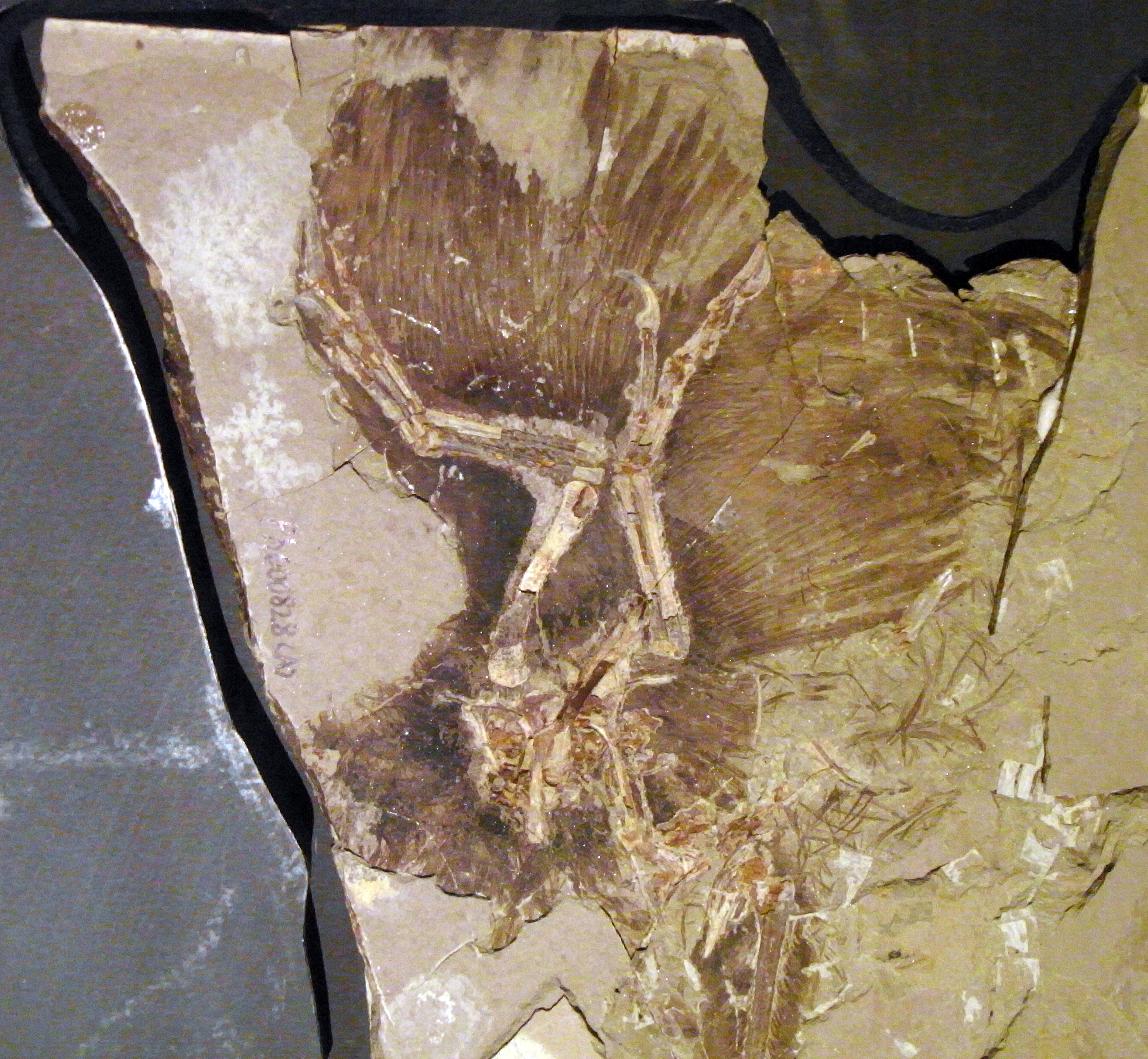
Fossile di Anchiornis, mostrante i segni di piumaggio.

I teropodi Mesozoici dimostravano un'alta diversificazione nella forma della pelle. Le piume, o strutture simile a piume, erano presenti nella maggior parte dei teropodi. Al di fuori dei celurosauri, le piume potrebbero essere state limitate agli esemplari giovani, piccoli, o limitato su certe parti dell'animale. Molti teropodi grandi avevano una pelle ricoperta di piccole squame rotonde. In certe specie, queste squame erano inframezzate con osteodermi. Un esempio di questo fenomeno si trova nel ceratosauro Carnotaurus, di cui sono stati trovati varie impronte della sua pelle.
Le stirpe più distanti dagli uccelli avevano piume relativamente corte e composte di filamenti semplici. Questi filamenti sono stati scoperti anche nei terizinosauri, che possedevano penne enormi, simili a aculei. Altri teropodi con piumaggio più ampio, come i dromaeosauridi ritenevano le squame solo sui piedi. Certe specie possedevano un misto di squame e piume, come per esempio Scansoriopteryx, che dimostrava la presenza di squame sotto la coda, e Juravenator potrebbe essere stato principalmente squamoso, con qualche filamento disperso su varie parti del corpo. Altri teropodi erano completamente ricoperti di piume, come il troodontide Anchiornis, che possedeva piumaggio anche sui piedi.

### Taglia

I teropodi più grandi conosciuti: Spinosaurus (rosso), Giganotosaurus (verde), Tyrannosaurus (blu) e Mapusaurus (rosa) e Carcharodontosaurus (arancione) in confronto a un essere umano. Ogni sezione della griglia rappresenta un metro quadrato.

Il più grande teropode mai esistito fu il Tyrannosaurus, anche se, per un periodo, a causa di stime inesatte e dati obsoleti, questo primato venne messo in discussione in favore di altri teropodi giganti come Spinosaurus, Carcharodontosaurus, e Giganotosaurus, che alcuni paleontologi ritenevano essere di dimensioni considerevolmente maggiori a quelle del T.rex, soprattutto lo Spinosaurus, che alcune fonti (poi rivelatesi esagerate) descrivevano come ben sei metri più lungo di Tyrannosaurus e superandolo in peso di una tonnellata. Attualmente, il teropode odierno più grande è lo struzzo, alto 2.74 metri e pesante 63.5-145.15 chili.
Il teropode non-aviaro più piccolo era il troodontide Anchiornis huxleyi, pesante 110 grammi e lungo 34 cm. Quando sono inclusi gli uccelli, il più piccolo teropode in assoluto è il colibrì di Elena, pesante 1,9 grammi e lungo 5,5 cm.
È evidente che i teropodi mostrarono un declino nella loro grandezza negli ultimi 50 milioni di anni, da una media di 163 chili fino a 0.8 chili, eventualmente evolvendo in uccelli moderni. Ciò si basa sul fatto che i teropodi erano gli unici dinosauri a mostrare una diminuzione di grandezza progressiva, e che i loro scheletri cambiavano quattro volte più velocemente di quelli degli altri dinosauri.

### Postura
Essendo un gruppo di animali molto diversificati, è probabile che la postura dei teropodi variasse tra stirpi diverse. Tutti i teropodi conosciuti sono bipedi, con gli arti anteriori corti e specializzati per varie funzioni. Negli uccelli moderni, il corpo è tipicamente tenuto in una posizione eretta, col femore tenuto parallelo con la spina dorsale e con la forza locomativa generata nelle ginocchia.
Anche prima che il loro collegamento con gli uccelli fosse accettato, si era capito che i teropodi fossero bipedi durante il XIX secolo. Durante questo periodo, si credeva che i teropodi come i carnosauri e i tirannosauridi camminassero con il femore e la schiena tenuta verticale, e che la coda trascinasse per il suolo, in una posizione "tripode". Questa interpretazione fu messa in dubbio negli anni settanta attraverso studi biomeccanici. Inoltre, nessuna serie di impronte mostra segni d'una coda trascinante, così indicando che i teropodi camminassero in una postura orizzontale con la coda tenuta parallela al suolo. In ogni caso, l'orientamento delle gambe quando gli animali camminavano rimane controverso. Certi studi sostengono l'ipotesi tradizionale del femore verticale (almeno negli esemplari grandi con le code più lunghe), mentre altri suggeriscono che il ginocchio fosse normalmente flesso in tutti i teropodi mentre camminavano, persino nei giganti come i tirannosauridi. È probabile che i teropodi preistorici mostrassero una grande varietà di posture.

### Sistema nervoso
Benché rari, certi fossili dimostrano la presenza di endocrani completi. Gli endocrani preservati permettono la ricostruzione della forma del cervello attraverso uno scan tomografico e software in 3D. Le scoperte tratte da questo processo sono di alto valore evolutivo, poiché permettono agli studiosi di documentare l'emergenza della neurologia degli uccelli moderni. Un incremento nella taglia del cervello sembra essere accaduto con l'arrivo dei celurosauri, un processo che continuò fino agli uccelli odierni.

### Arti anteriori

Arti anteriori di Deinonychus (sinistra) e Archaeopteryx (destra), mostrante la posizione simile a quella delle ali di uccelli moderni.

Arti anteriori corti in proporzione al corpo e alle gambe era un tratto comune tra i teropodi, soprattutto negli abelisauridi e i tirannosauridi. Questa caratteristica non era però universale: gli spinosauridi e certi celurosauri avevano braccia ben sviluppate. È stato proposto che almeno un genere, Xuanhanosaurus, fosse un quadrupede, siccome i suoi arti anteriori erano comparativamente corti e robusti, ma questa ipotesi è oggi considerata improbabile. I teropodi mostrano persino un'altra diversità nella morfologia delle mani; la struttura più comune consisteva di tre dita fornite d'artigli. Certi teropodi primitivi (come Herrerasaurus e Eoraptor) avevano quattro dita e un quinto metacarpale ridotto. I ceratosauri di solito possedevano quattro dita, mentre la maggior parte dei tenanuri ne avevano tre. La funzione delle mani variava in accordanza con la famiglia; e probabile che gli spinosauridi usassero le mani per immobilizzare i pesci, mentre si ritiene che certi piccoli celurosauri (come i dromeosauridi e gli scansoriopterigidi) li usassero per arrampicare gli alberi. Molti uccelli, che sono teropodi odierni, li usano per il volo.
Contrariamente a ciò che è stato mostrato nell'arte e il cinema popolare, gli arti anteriori dei teropodi erano relativamente inflessibili. Si nota soprattutto che i teropodi e altri saurischi bipedi (inclusi i prosauropodi bipedi) non potevano ruotare l'avambraccio in una posizione prona (con il palmo rivolto in giù). Negli umani, la posizione prona è ottenuta attraverso un movimento del radio relativo all'ulna. In contrasto, nei dinosauri saurischi la punta del radio presso il gomito era immobilizzato in un incavo dell'ulna, impedendo qualsiasi movimento. Anche i polsi erano limitati in flessibilità, costringendo l'avambraccio e la mano a muoversi come un singolo componente.
Nei carnosauri come Acrocanthosaurus, la mano stessa riteneva un livello di flessibilità abbastanza elevata, con dita articolate. Ciò vale anche per i teropodi più primitivi, come gli errerasauri e i dilophosauri. I celurosauri mostrarono un cambiamento nell'utilizzo dell'avambraccio, con maggior flessibilità alla spalla, permettendo così al braccio di essere alzato in una posizione orizzontale. Ciò arrivò al suo apice negli uccelli moderni volanti. Nei celurosauri, come gli ornitomimosauridi e i dromaeosauridi, la mano e le dita persero molto della loro flessibilità. I dromaeosauridi e altri maniraptoriani mostravano una mobilità incrementata nel polso, grazie alla presenza d'un osso carpale a forma di mezzaluna, così permettendo alla mano intera di piegarsi dietro verso l'avambraccio nella maniera degli uccelli odierni.

### Paleopatologia

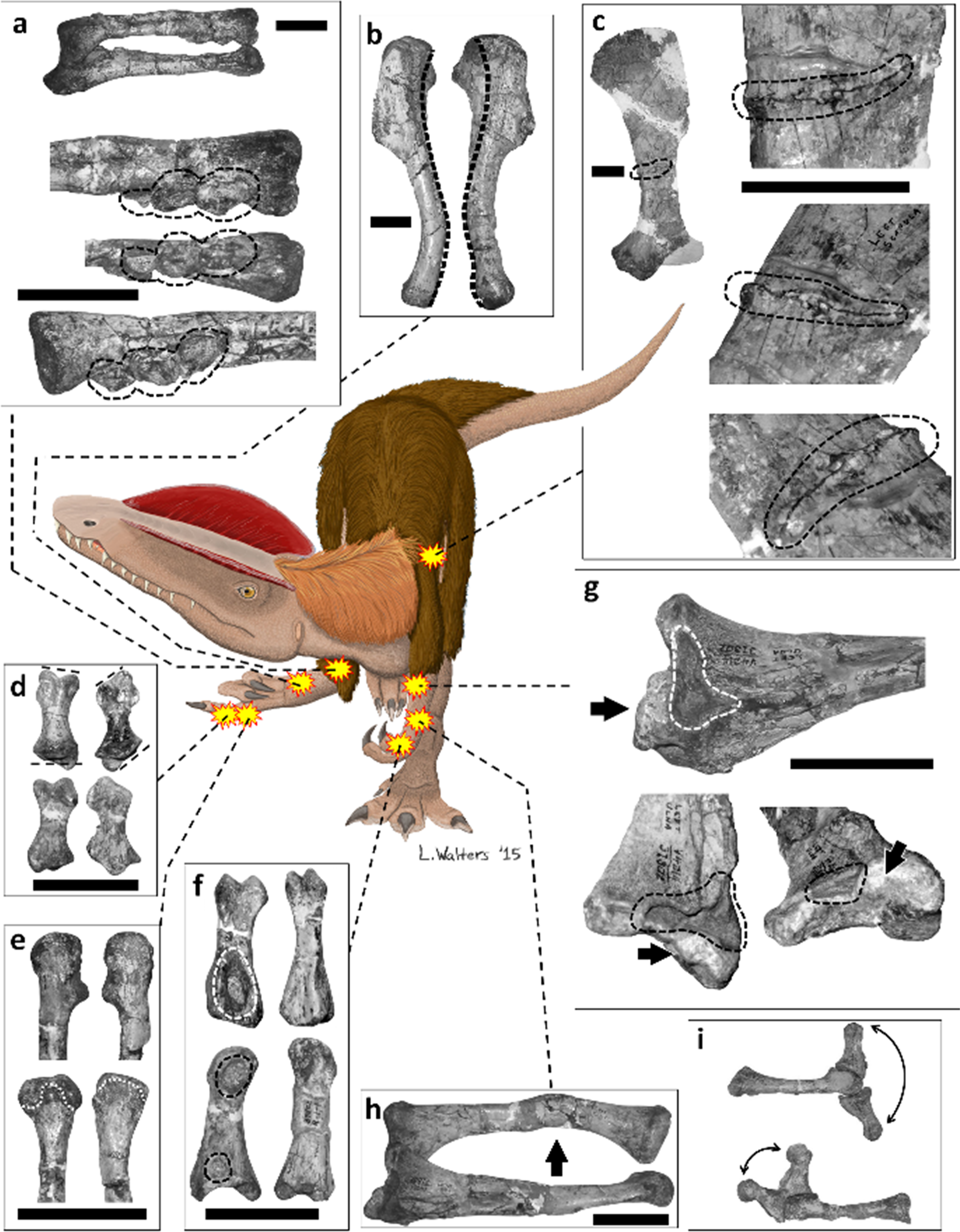
Patologie rinvenute in un esemplare di Dilophosaurus

Nel 2001, fu pubblicato un sondaggio sulle patologie presenti nelle ossa dei dinosauri teropodi. Furono rinvenuti tratti patologici in 21 generi da 10 famiglie. Le patologie furono scoperte in teropodi di ogni taglia, benché fossero meno comuni nei teropodi piccoli, però questo potrebbe essere dovuto alla preservazione. La presenza di patologie è più comune nelle costole e le vertebre caudali. Stranamente, poche patologie sono state scoperte nelle ossa che sopportavano il peso degli animali, come il sacro, il femore e il tibia. La mancanza di ferite su queste ossa indica che la selezione naturale favoriva un incremento nella loro robustezza. La maggior parte di patologie consistono di fratture e forature, probabilmente dovute a morsi. Certe patologie indicano la presenza d'infezione, che tendevano a limitarsi sulle parti più piccole dello scheletro. Sono state rinvenute prove di difetti congeniti, così fornendo dati utili per comprendere i processi evolutivi degli animali. La sinostosi o l'irregolarità negli elementi cranici potrebbero indicare l'età avanzata dell'esemplare.

### Nuoto
Le tracce d'un teropode che nuotava furono scoperte nella formazione Feitianshan in Sichuan. Questa scoperta sostiene l'ipotesi che i teropodi erano adatti al nuoto, capaci di attraversare l'acqua moderatamente profonda. Le tracce consistevano di impronte di artigli, così indicando che l'animale stesse nuotando vicino alla riva, toccando il sottofondo solo con le punte degli artigli. Le tracce mostrano una progressione sinistra-destra coordinato, indicando che i teropodi erano nuotatori ben coordinati.

### Possibile danza d'accoppiamento

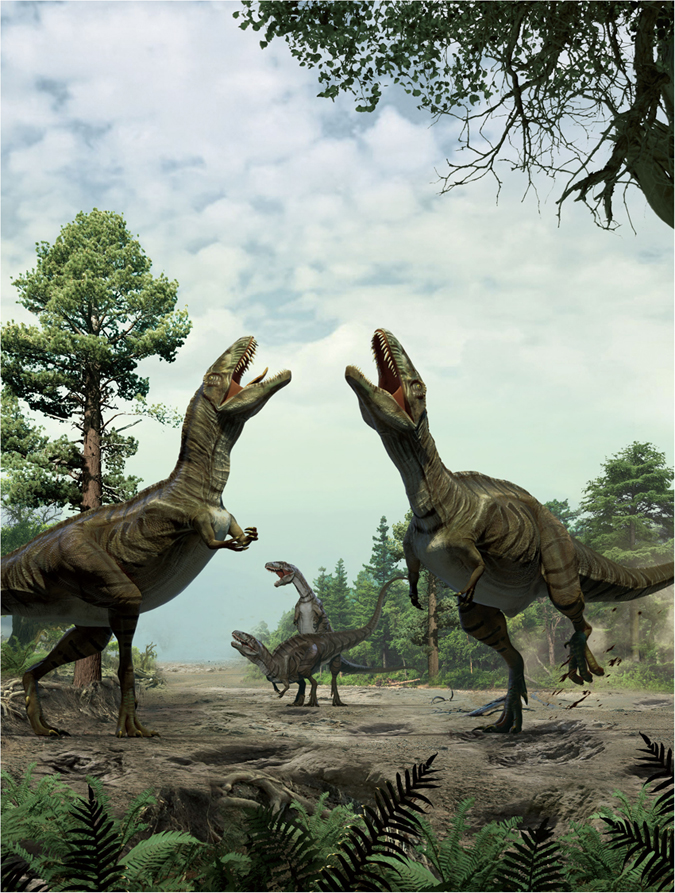
Possibile ricostruzione di due esemplari di Acrocanthosaurus durante il corteggiamento

Tra il 2015 e il 2016, in Colorado un team di ricercatori e paleontologi della University of Colorado Denver hanno scoperto delle strane impronte lungo un letto di rocce sedimentarie datato al Cretaceo inferiore.  Tali impronte sono semi-circolari e larghe fino a due metri l'una e sono disposte l'una parallela all'altra. A prima vista i paleontologi hanno pensato alla base della costruzione di un nido, ma i nidi dei dinosauri presentano un bordo sopraelevato e un fondo piatto e presentano il più delle volte gusci d'uovo. Questi segni nel terreno sono allungati e concave e presentano traccia di artigli, come se questi avessero strisciato sul terreno. Queste strutture sono più paragonabili ai lek prodotti dagli uccelli terricoli in amore. Durante i lek gli uccelli terricoli maschi calpestano il terreno in una sorta di danza mentre sfoggiano le piume o lanciano richiami amorosi. Secondo i paleontologi, quindi questa sarebbe la prima evidenza fossile di un rituale d'accoppiamento tra dinosauri teropodi al mondo. Ciò propone l'idea che almeno alcuni gruppi di teropodi più evoluti praticassero un elaborato corteggiamento. Considerando il periodo geologico delle impronte e l'area in cui sono state rinvenute, si pensa che l'autore di queste impronte sia un esemplare di Acrocanthosaurus.

### Dinosauri nell'ambra
L'ambra è molto nota per aver conservato in modo squisito molti piccoli animali, soprattutto artropodi. Meno noto è che occasionalmente, anche piccoli vertebrati possono essere inglobati, anche solo in parte nell'ambra: in particolare, si ha un discreto numero di anuri e lucertole, i quali forniscono una rarissima ed eccezionale documentazione della forma corporea e di dettagli anatomici delle parti molli in questi animali altresì noti solo da fossili.
Nel giugno del 2016, Xing et al. (2016) pubblicò la straordinaria scoperta di due piccoli nuclei d'ambra dal Cenomaniano della Birmania. Al loro interno vi erano i resti di due piccole ali piumate. Le piume sono conservate tridimensionalmente non come impronte, e mostrano il classico arrangiamento di primarie e secondarie. Immagini con micro-TAC mostrano che le ali includono anche resti scheletrici della mano e dell'avambraccio. La mano presenta il terzo metacarpale più lungo del secondo, il primo dito più corto del secondo metacarpale, e solo una falange nel terzo dito. Questa combinazione indica che queste ali appartengono a degli enantiornithi.
Nel dicembre dello stesso anno, Xing et al. (2016) descrivono l'incredibile ritrovamento di un frammento di coda di vertebrato, lunga alcuni centimetri, inglobata in una grossa goccia d'ambra del Cretaceo medio della Birmania. La coda conserva il tegumento, ricoperto da una fitta serie di penne dotate di rachide e barbule. La parte scheletrica della coda è troppo poco riconoscibile all'interno della massa piumosa, tuttavia, grazie a scansioni a raggi X e rimuovendo digitalmente parte del piumaggio, si identificano almeno tre vertebre, basse ed allungate, che tuttavia non danno indizi per poter classificare correttamente l'animale a cui apparteneva. Come opzione più conservativa, l'animale potrebbe essere un aviale basale di grado archaeopterygide o jeholornithide, oppure un paravano più basale. La forma affusolata delle coda esclude sia un oviraptorosauro. Il piumaggio relativamente complesso propenderebbe per escludere i non-maniraptori. Pertanto l'animale a cui appartiene tale fossile deve essere un membro non specifico di maniraptora.

## Evoluzione

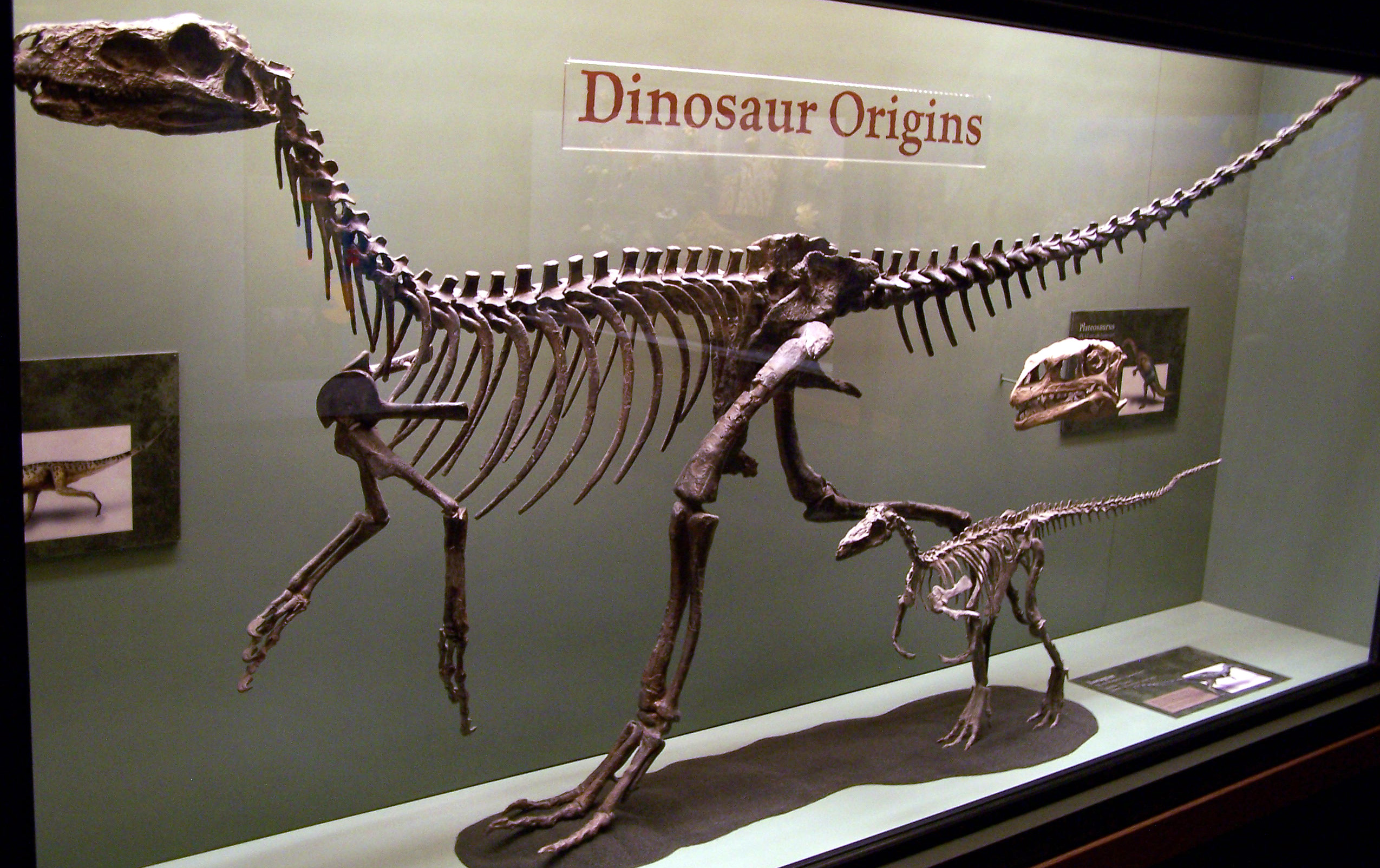
Teropodi primitivi; Herrerasaurus e Eoraptor

Durante il Triassico superiore, un numero di proto-teropodi primitivi e teropodi veri e propri esistettero e si evolsero fianco a fianco. Le prime e più primitive forme di teropodi sono rappresentate dal genere Eodromaeus e dai membri della famiglia degli herrerasauridi ritrovati in Argentina. Gli herrerrasauri sono vissuti all'inizio del Triassico superiore (dal tardo Carnico fino all'inizio del Norico). I loro resti sono stati rinvenuti sia nel Nord che nel Sudamerica, ed è possibile che vissero anche in India e in Sud Africa. Gli herrerrasauri sono caratterizzati da un insieme di caratteri primitivi ed avanzati. In passato, alcuni paleontologi avevano considerato gli herrerasauridi come membri del clado Theropoda, mentre altri avevano ipotizzato che si trattasse di saurischi basali o anche di forme che si erano differenziate prima della divergenza tra dinosauri saurischi e ornitischi. Analisi cladistiche svolte dopo la scoperta di Tawa, un altro dinosauro triassico, suggeriscono che gli herrerrasauri fossero teropodi primitivi.
Le forme più antiche e basali classificabili con certezza tra i teropodi veri e propri (a volte nominati "Eutheropoda") sono rappresentate dai celofisoidi, un gruppo di dinosauri di corporatura leggera, forse avente abitudini di vita sociali, e ampia distribuzione di habitat. Il gruppo include piccoli predatori come Coelophysis e forme più grandi come Dilophosaurus. Questi animali vissero ad esistere dal Carnico superiore (inizio del Triassico superiore) fino al Toarciano (fine del Giurassico inferiore). Benché fossero prima inclusi tra i ceratosauri, è possibile che rappresentino gli antenati dei teropodi successivi (rendendo così il gruppo parafiletico). I ceratosauri più derivati (come Ceratosaurus e Carnotaurus) apparvero durante il Giurassico inferiore, e sopravvissero fino al Giurassico superiore in Laurasia. Competerono con i loro parenti tetanuri (anatomicamente più derivati) e - attraverso la linea evolutiva degli abelisauri - sopravvissero in Gondwanafino alla fine del Cretaceo.
I tetanuri sono più specializzati dei ceratosauri e sono suddivisi tra i più basali megalosauroidi (o spinosauroidi) e i più derivati aveteropodi. I megalosauridi vissero principalmente dal Giurassico medio fino al Cretaceo inferiore. I loro cugini spinosauridi vissero soprattutto dal Cretaceo inferiore al Cretaceo medio. Come indicato dal loro nome, gli aveteropodi rappresentano il gruppo comprendente le forme maggiormente imparentate agli uccelli, e sono a loro volta suddivisi in allosauroidi e i celurosauri (il gruppo che include gli uccelli stessi).
I celurosauri sono il gruppo di teropodi più diversificati. Fra i celurosauri cretacici vi furono i tirannosauridi (come Tyrannosaurus), i dromaeosauridi (come Velociraptor e Deinonychus, entrambi aventi caratteristiche simili a quelle di Archaeopteryx, l'uccello più antico conosciuto), i troodontidi, gli oviraptorosauri, gli ornitomimosauri (o "dinosauri struzzi"), i terizinosaur, e gli uccelli, l'unica gruppo di dinosauri sopravvissuto all'estinzione di massa del Cretaceo-Paleocene. Benché la differenziazione di questi gruppi risalga al Giurassico medio, è solo a partire dal Cretaceo inferiore che ebbe inizio la loro massiccia diffusione. Certi paleontologi, come Gregory S. Paul, hanno suggerito che alcune o tutte le forme tra questi teropodi derivati possano essersi originate da dinosauri volanti o proto-uccelli come Archaeopteryx che avrebbero perso la capacità di volare per tornare ad uno stile di vita terricolo.

## Classificazione e tassonomia

### Classificazione
La seguente scheda mostra la posizione di Theropoda all'interno di Dinosauria.
- Dinosauria
  - Ornithischia
    - Pisanosaurus
    - Heterodontosauridae
    - Genasauria
      - Thyreophora
      - Cerapoda

  - Saurischia
    - Eoraptor
    - Herrerasauridae
    - Eusaurischia
      - Sauropodomorpha
      - Theropoda

|            | Heterodontosauridae                                      |
|            |                                                          |
| Genasauria | \| \| Thyreophora \| \| \| \| \| \| Cerapoda \| \| \| \| |
|            | \| \| Thyreophora \| \| \| \| \| \| Cerapoda \| \| \| \| |
|            | Thyreophora                                              |
|            |                                                          |
|            | Cerapoda                                                 |
|            |                                                          |

|  | Thyreophora |
|  |             |
|  | Cerapoda    |
|  |             |

|            | Heterodontosauridae                                      |
|            |                                                          |
| Genasauria | \| \| Thyreophora \| \| \| \| \| \| Cerapoda \| \| \| \| |
|            | \| \| Thyreophora \| \| \| \| \| \| Cerapoda \| \| \| \| |
|            | Thyreophora                                              |
|            |                                                          |
|            | Cerapoda                                                 |
|            |                                                          |

|  | Thyreophora |
|  |             |
|  | Cerapoda    |
|  |             |

|              | Herrerasauridae                                               |
|              |                                                               |
| Eusaurischia | \| \| Sauropodomorpha \| \| \| \| \| \| Theropoda \| \| \| \| |
|              | \| \| Sauropodomorpha \| \| \| \| \| \| Theropoda \| \| \| \| |
|              | Sauropodomorpha                                               |
|              |                                                               |
|              | Theropoda                                                     |
|              |                                                               |

|  | Sauropodomorpha |
|  |                 |
|  | Theropoda       |
|  |                 |

|              | Herrerasauridae                                               |
|              |                                                               |
| Eusaurischia | \| \| Sauropodomorpha \| \| \| \| \| \| Theropoda \| \| \| \| |
|              | \| \| Sauropodomorpha \| \| \| \| \| \| Theropoda \| \| \| \| |
|              | Sauropodomorpha                                               |
|              |                                                               |
|              | Theropoda                                                     |
|              |                                                               |

|  | Sauropodomorpha |
|  |                 |
|  | Theropoda       |
|  |                 |

|            | Heterodontosauridae                                      |
|            |                                                          |
| Genasauria | \| \| Thyreophora \| \| \| \| \| \| Cerapoda \| \| \| \| |
|            | \| \| Thyreophora \| \| \| \| \| \| Cerapoda \| \| \| \| |
|            | Thyreophora                                              |
|            |                                                          |
|            | Cerapoda                                                 |
|            |                                                          |

|  | Thyreophora |
|  |             |
|  | Cerapoda    |
|  |             |

|            | Heterodontosauridae                                      |
|            |                                                          |
| Genasauria | \| \| Thyreophora \| \| \| \| \| \| Cerapoda \| \| \| \| |
|            | \| \| Thyreophora \| \| \| \| \| \| Cerapoda \| \| \| \| |
|            | Thyreophora                                              |
|            |                                                          |
|            | Cerapoda                                                 |
|            |                                                          |

|  | Thyreophora |
|  |             |
|  | Cerapoda    |
|  |             |

|              | Herrerasauridae                                               |
|              |                                                               |
| Eusaurischia | \| \| Sauropodomorpha \| \| \| \| \| \| Theropoda \| \| \| \| |
|              | \| \| Sauropodomorpha \| \| \| \| \| \| Theropoda \| \| \| \| |
|              | Sauropodomorpha                                               |
|              |                                                               |
|              | Theropoda                                                     |
|              |                                                               |

|  | Sauropodomorpha |
|  |                 |
|  | Theropoda       |
|  |                 |

|              | Herrerasauridae                                               |
|              |                                                               |
| Eusaurischia | \| \| Sauropodomorpha \| \| \| \| \| \| Theropoda \| \| \| \| |
|              | \| \| Sauropodomorpha \| \| \| \| \| \| Theropoda \| \| \| \| |
|              | Sauropodomorpha                                               |
|              |                                                               |
|              | Theropoda                                                     |
|              |                                                               |

|  | Sauropodomorpha |
|  |                 |
|  | Theropoda       |
|  |                 |

### Tassonomia

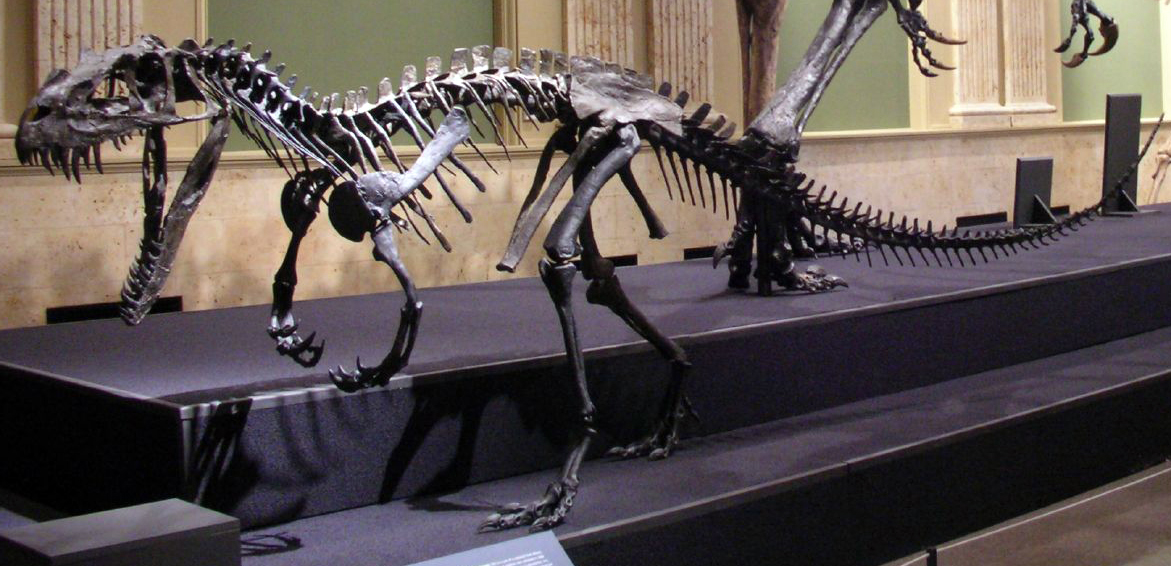
Ceratosaurus, un ceratosauro

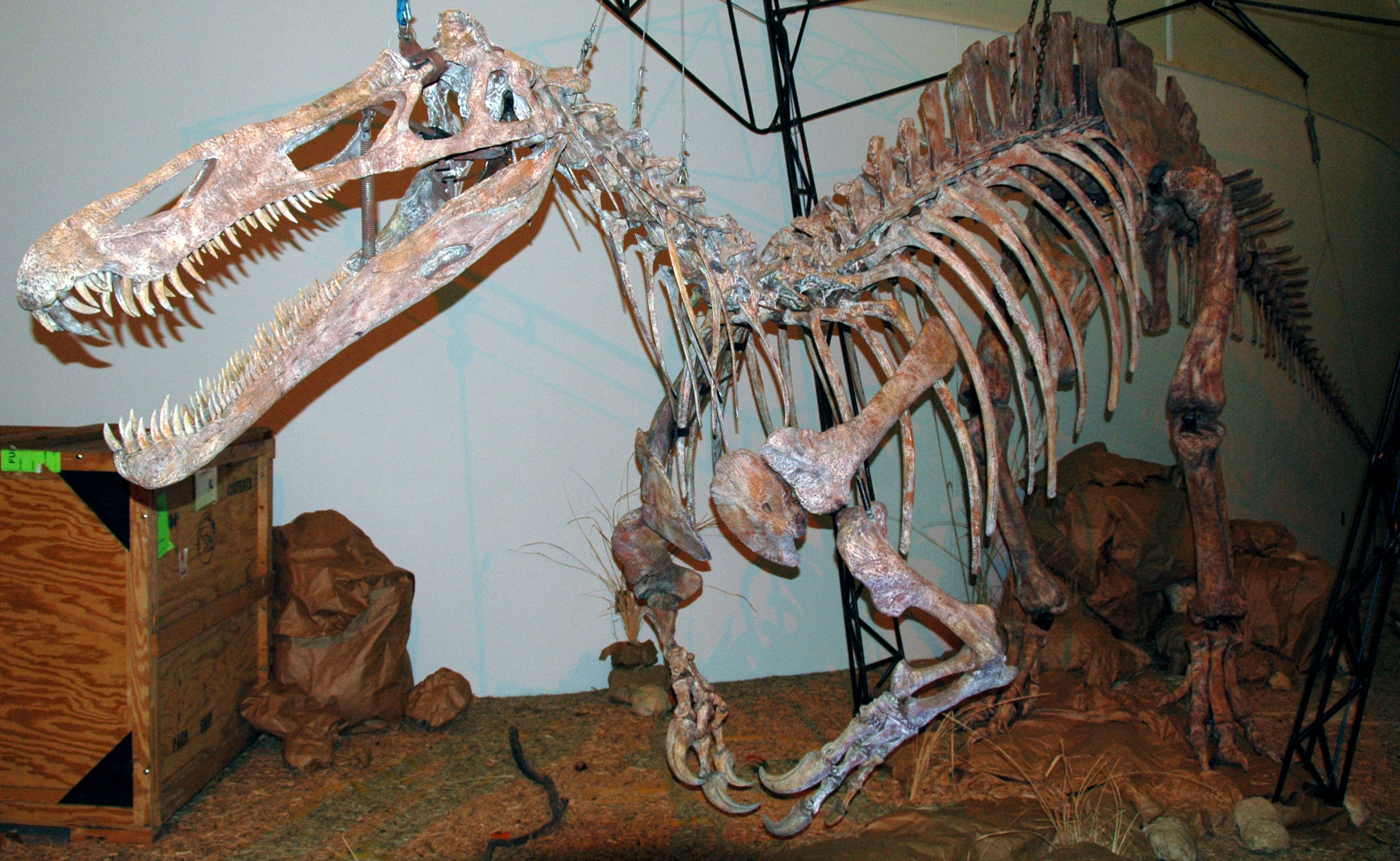
Suchomimus, uno spinosauro

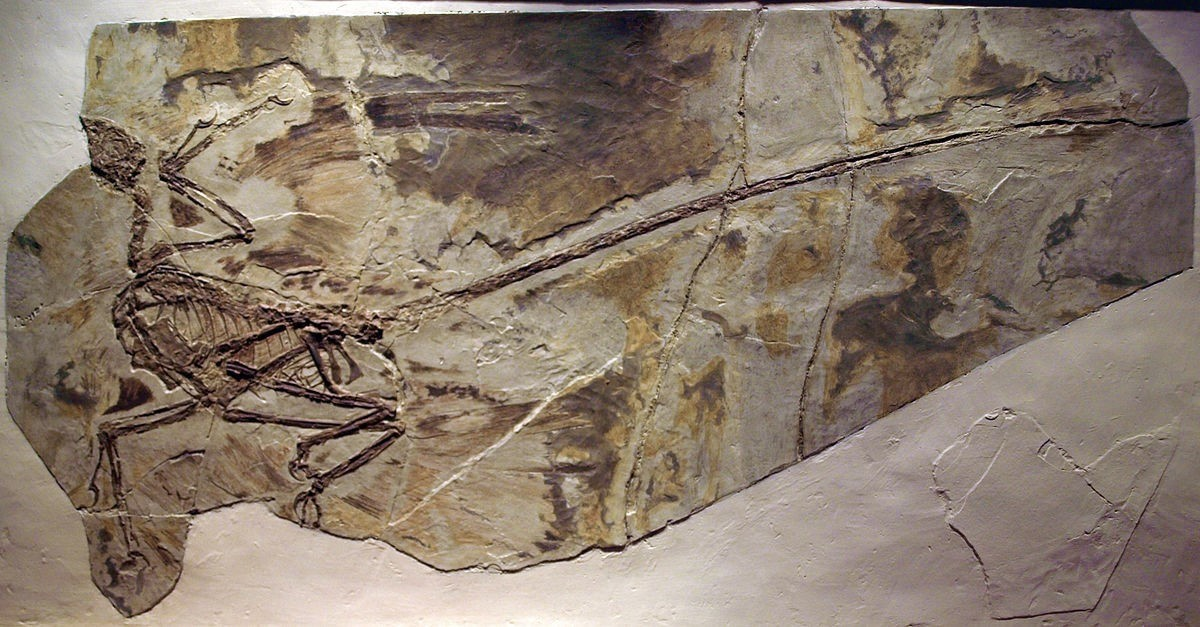
Microraptor, un deinonicosauro

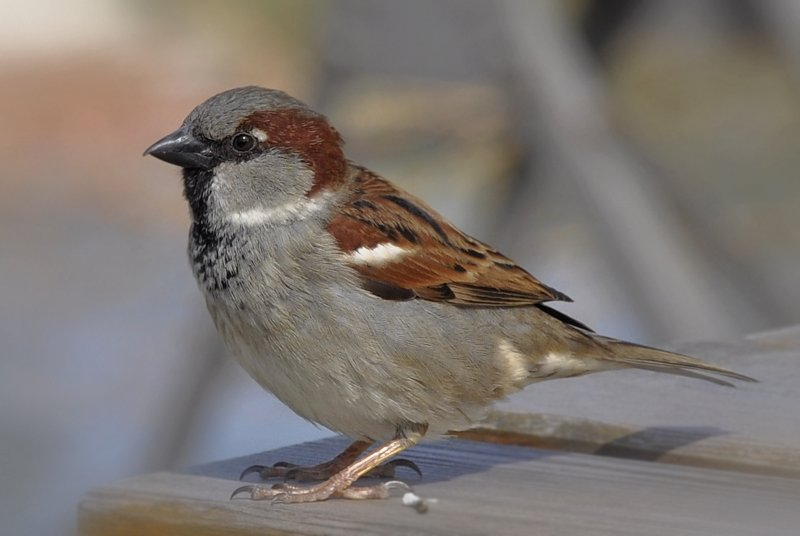
Passer domesticus. Risulta essere il teropode (e quindi il dinosauro) selvatico attuale più diffuso.

La seguente scheda mostra una classificazione semplificata dei principali cladi di Theropoda.
- Theropoda
  - Tawa
  - Eodromaeus
  - Daemonosaurus chauliodus
  - Liliensternus
  - Neotheropoda
    - Coelophysoidea
      - Coelophysidae
      - Dilophosauridae

    - Averostra
      - Ceratosauria
        - Ceratosauridae
        - Abelisauroidea
          - Abelisauridae
          - Noasauridae

      - Tetanurae
        - Cryolophosaurus
        - Gasosaurus
        - Orionides
          - Megalosauroidea
            - Megalosauridae
            - Spinosauridae

          - Avetheropoda
            - Carnosauria
              - Sinraptoridae
              - Allosauria
                - Allosauridae
                - Carcharodontosauridae
                - Neovenatoridae

            - Coelurosauria
              - Compsognathidae
              - Ornitholestidae
              - Coeluridae
              - Tyrannoraptora
                - Tyrannosauroidea
                  - [Tyrannosauroidea basali]
                  - Proceratosauridae
                  - Tyrannosauridae

                - Maniraptoriformes
                  - Ornithomimosauria
                  - Maniraptora
                    - Oviraptorosauria
                    - Therizinosauria
                    - Deinonychosauria
                    - Avialae

|              | Megalosauroidea                                               |
|              |                                                               |
| Avetheropoda | \| \| Carnosauria \| \| \| \| \| \| Coelurosauria \| \| \| \| |
|              | \| \| Carnosauria \| \| \| \| \| \| Coelurosauria \| \| \| \| |
|              | Carnosauria                                                   |
|              |                                                               |
|              | Coelurosauria                                                 |
|              |                                                               |

|  | Carnosauria   |
|  |               |
|  | Coelurosauria |
|  |               |

|              | Megalosauroidea                                               |
|              |                                                               |
| Avetheropoda | \| \| Carnosauria \| \| \| \| \| \| Coelurosauria \| \| \| \| |
|              | \| \| Carnosauria \| \| \| \| \| \| Coelurosauria \| \| \| \| |
|              | Carnosauria                                                   |
|              |                                                               |
|              | Coelurosauria                                                 |
|              |                                                               |

|  | Carnosauria   |
|  |               |
|  | Coelurosauria |
|  |               |

|              | Megalosauroidea                                               |
|              |                                                               |
| Avetheropoda | \| \| Carnosauria \| \| \| \| \| \| Coelurosauria \| \| \| \| |
|              | \| \| Carnosauria \| \| \| \| \| \| Coelurosauria \| \| \| \| |
|              | Carnosauria                                                   |
|              |                                                               |
|              | Coelurosauria                                                 |
|              |                                                               |

|  | Carnosauria   |
|  |               |
|  | Coelurosauria |
|  |               |

|              | Megalosauroidea                                               |
|              |                                                               |
| Avetheropoda | \| \| Carnosauria \| \| \| \| \| \| Coelurosauria \| \| \| \| |
|              | \| \| Carnosauria \| \| \| \| \| \| Coelurosauria \| \| \| \| |
|              | Carnosauria                                                   |
|              |                                                               |
|              | Coelurosauria                                                 |
|              |                                                               |

|  | Carnosauria   |
|  |               |
|  | Coelurosauria |
|  |               |

|              | Megalosauroidea                                               |
|              |                                                               |
| Avetheropoda | \| \| Carnosauria \| \| \| \| \| \| Coelurosauria \| \| \| \| |
|              | \| \| Carnosauria \| \| \| \| \| \| Coelurosauria \| \| \| \| |
|              | Carnosauria                                                   |
|              |                                                               |
|              | Coelurosauria                                                 |
|              |                                                               |

|  | Carnosauria   |
|  |               |
|  | Coelurosauria |
|  |               |

|              | Megalosauroidea                                               |
|              |                                                               |
| Avetheropoda | \| \| Carnosauria \| \| \| \| \| \| Coelurosauria \| \| \| \| |
|              | \| \| Carnosauria \| \| \| \| \| \| Coelurosauria \| \| \| \| |
|              | Carnosauria                                                   |
|              |                                                               |
|              | Coelurosauria                                                 |
|              |                                                               |

|  | Carnosauria   |
|  |               |
|  | Coelurosauria |
|  |               |

|              | Megalosauroidea                                               |
|              |                                                               |
| Avetheropoda | \| \| Carnosauria \| \| \| \| \| \| Coelurosauria \| \| \| \| |
|              | \| \| Carnosauria \| \| \| \| \| \| Coelurosauria \| \| \| \| |
|              | Carnosauria                                                   |
|              |                                                               |
|              | Coelurosauria                                                 |
|              |                                                               |

|  | Carnosauria   |
|  |               |
|  | Coelurosauria |
|  |               |

|              | Megalosauroidea                                               |
|              |                                                               |
| Avetheropoda | \| \| Carnosauria \| \| \| \| \| \| Coelurosauria \| \| \| \| |
|              | \| \| Carnosauria \| \| \| \| \| \| Coelurosauria \| \| \| \| |
|              | Carnosauria                                                   |
|              |                                                               |
|              | Coelurosauria                                                 |
|              |                                                               |

|  | Carnosauria   |
|  |               |
|  | Coelurosauria |
|  |               |

|              | Megalosauroidea                                               |
|              |                                                               |
| Avetheropoda | \| \| Carnosauria \| \| \| \| \| \| Coelurosauria \| \| \| \| |
|              | \| \| Carnosauria \| \| \| \| \| \| Coelurosauria \| \| \| \| |
|              | Carnosauria                                                   |
|              |                                                               |
|              | Coelurosauria                                                 |
|              |                                                               |

|  | Carnosauria   |
|  |               |
|  | Coelurosauria |
|  |               |

|              | Megalosauroidea                                               |
|              |                                                               |
| Avetheropoda | \| \| Carnosauria \| \| \| \| \| \| Coelurosauria \| \| \| \| |
|              | \| \| Carnosauria \| \| \| \| \| \| Coelurosauria \| \| \| \| |
|              | Carnosauria                                                   |
|              |                                                               |
|              | Coelurosauria                                                 |
|              |                                                               |

|  | Carnosauria   |
|  |               |
|  | Coelurosauria |
|  |               |

|              | Megalosauroidea                                               |
|              |                                                               |
| Avetheropoda | \| \| Carnosauria \| \| \| \| \| \| Coelurosauria \| \| \| \| |
|              | \| \| Carnosauria \| \| \| \| \| \| Coelurosauria \| \| \| \| |
|              | Carnosauria                                                   |
|              |                                                               |
|              | Coelurosauria                                                 |
|              |                                                               |

|  | Carnosauria   |
|  |               |
|  | Coelurosauria |
|  |               |

|              | Megalosauroidea                                               |
|              |                                                               |
| Avetheropoda | \| \| Carnosauria \| \| \| \| \| \| Coelurosauria \| \| \| \| |
|              | \| \| Carnosauria \| \| \| \| \| \| Coelurosauria \| \| \| \| |
|              | Carnosauria                                                   |
|              |                                                               |
|              | Coelurosauria                                                 |
|              |                                                               |

|  | Carnosauria   |
|  |               |
|  | Coelurosauria |
|  |               |

|              | Megalosauroidea                                               |
|              |                                                               |
| Avetheropoda | \| \| Carnosauria \| \| \| \| \| \| Coelurosauria \| \| \| \| |
|              | \| \| Carnosauria \| \| \| \| \| \| Coelurosauria \| \| \| \| |
|              | Carnosauria                                                   |
|              |                                                               |
|              | Coelurosauria                                                 |
|              |                                                               |

|  | Carnosauria   |
|  |               |
|  | Coelurosauria |
|  |               |

|              | Megalosauroidea                                               |
|              |                                                               |
| Avetheropoda | \| \| Carnosauria \| \| \| \| \| \| Coelurosauria \| \| \| \| |
|              | \| \| Carnosauria \| \| \| \| \| \| Coelurosauria \| \| \| \| |
|              | Carnosauria                                                   |
|              |                                                               |
|              | Coelurosauria                                                 |
|              |                                                               |

|  | Carnosauria   |
|  |               |
|  | Coelurosauria |
|  |               |

|              | Megalosauroidea                                               |
|              |                                                               |
| Avetheropoda | \| \| Carnosauria \| \| \| \| \| \| Coelurosauria \| \| \| \| |
|              | \| \| Carnosauria \| \| \| \| \| \| Coelurosauria \| \| \| \| |
|              | Carnosauria                                                   |
|              |                                                               |
|              | Coelurosauria                                                 |
|              |                                                               |

|  | Carnosauria   |
|  |               |
|  | Coelurosauria |
|  |               |

|              | Megalosauroidea                                               |
|              |                                                               |
| Avetheropoda | \| \| Carnosauria \| \| \| \| \| \| Coelurosauria \| \| \| \| |
|              | \| \| Carnosauria \| \| \| \| \| \| Coelurosauria \| \| \| \| |
|              | Carnosauria                                                   |
|              |                                                               |
|              | Coelurosauria                                                 |
|              |                                                               |

|  | Carnosauria   |
|  |               |
|  | Coelurosauria |
|  |               |

|              | Megalosauroidea                                               |
|              |                                                               |
| Avetheropoda | \| \| Carnosauria \| \| \| \| \| \| Coelurosauria \| \| \| \| |
|              | \| \| Carnosauria \| \| \| \| \| \| Coelurosauria \| \| \| \| |
|              | Carnosauria                                                   |
|              |                                                               |
|              | Coelurosauria                                                 |
|              |                                                               |

|  | Carnosauria   |
|  |               |
|  | Coelurosauria |
|  |               |

|              | Megalosauroidea                                               |
|              |                                                               |
| Avetheropoda | \| \| Carnosauria \| \| \| \| \| \| Coelurosauria \| \| \| \| |
|              | \| \| Carnosauria \| \| \| \| \| \| Coelurosauria \| \| \| \| |
|              | Carnosauria                                                   |
|              |                                                               |
|              | Coelurosauria                                                 |
|              |                                                               |

|  | Carnosauria   |
|  |               |
|  | Coelurosauria |
|  |               |

|              | Megalosauroidea                                               |
|              |                                                               |
| Avetheropoda | \| \| Carnosauria \| \| \| \| \| \| Coelurosauria \| \| \| \| |
|              | \| \| Carnosauria \| \| \| \| \| \| Coelurosauria \| \| \| \| |
|              | Carnosauria                                                   |
|              |                                                               |
|              | Coelurosauria                                                 |
|              |                                                               |

|  | Carnosauria   |
|  |               |
|  | Coelurosauria |
|  |               |

|              | Megalosauroidea                                               |
|              |                                                               |
| Avetheropoda | \| \| Carnosauria \| \| \| \| \| \| Coelurosauria \| \| \| \| |
|              | \| \| Carnosauria \| \| \| \| \| \| Coelurosauria \| \| \| \| |
|              | Carnosauria                                                   |
|              |                                                               |
|              | Coelurosauria                                                 |
|              |                                                               |

|  | Carnosauria   |
|  |               |
|  | Coelurosauria |
|  |               |

|              | Megalosauroidea                                               |
|              |                                                               |
| Avetheropoda | \| \| Carnosauria \| \| \| \| \| \| Coelurosauria \| \| \| \| |
|              | \| \| Carnosauria \| \| \| \| \| \| Coelurosauria \| \| \| \| |
|              | Carnosauria                                                   |
|              |                                                               |
|              | Coelurosauria                                                 |
|              |                                                               |

|  | Carnosauria   |
|  |               |
|  | Coelurosauria |
|  |               |

|              | Megalosauroidea                                               |
|              |                                                               |
| Avetheropoda | \| \| Carnosauria \| \| \| \| \| \| Coelurosauria \| \| \| \| |
|              | \| \| Carnosauria \| \| \| \| \| \| Coelurosauria \| \| \| \| |
|              | Carnosauria                                                   |
|              |                                                               |
|              | Coelurosauria                                                 |
|              |                                                               |

|  | Carnosauria   |
|  |               |
|  | Coelurosauria |
|  |               |

|              | Megalosauroidea                                               |
|              |                                                               |
| Avetheropoda | \| \| Carnosauria \| \| \| \| \| \| Coelurosauria \| \| \| \| |
|              | \| \| Carnosauria \| \| \| \| \| \| Coelurosauria \| \| \| \| |
|              | Carnosauria                                                   |
|              |                                                               |
|              | Coelurosauria                                                 |
|              |                                                               |

|  | Carnosauria   |
|  |               |
|  | Coelurosauria |
|  |               |

|              | Megalosauroidea                                               |
|              |                                                               |
| Avetheropoda | \| \| Carnosauria \| \| \| \| \| \| Coelurosauria \| \| \| \| |
|              | \| \| Carnosauria \| \| \| \| \| \| Coelurosauria \| \| \| \| |
|              | Carnosauria                                                   |
|              |                                                               |
|              | Coelurosauria                                                 |
|              |                                                               |

|  | Carnosauria   |
|  |               |
|  | Coelurosauria |
|  |               |

|              | Megalosauroidea                                               |
|              |                                                               |
| Avetheropoda | \| \| Carnosauria \| \| \| \| \| \| Coelurosauria \| \| \| \| |
|              | \| \| Carnosauria \| \| \| \| \| \| Coelurosauria \| \| \| \| |
|              | Carnosauria                                                   |
|              |                                                               |
|              | Coelurosauria                                                 |
|              |                                                               |

|  | Carnosauria   |
|  |               |
|  | Coelurosauria |
|  |               |

|              | Megalosauroidea                                               |
|              |                                                               |
| Avetheropoda | \| \| Carnosauria \| \| \| \| \| \| Coelurosauria \| \| \| \| |
|              | \| \| Carnosauria \| \| \| \| \| \| Coelurosauria \| \| \| \| |
|              | Carnosauria                                                   |
|              |                                                               |
|              | Coelurosauria                                                 |
|              |                                                               |

|  | Carnosauria   |
|  |               |
|  | Coelurosauria |
|  |               |

|              | Megalosauroidea                                               |
|              |                                                               |
| Avetheropoda | \| \| Carnosauria \| \| \| \| \| \| Coelurosauria \| \| \| \| |
|              | \| \| Carnosauria \| \| \| \| \| \| Coelurosauria \| \| \| \| |
|              | Carnosauria                                                   |
|              |                                                               |
|              | Coelurosauria                                                 |
|              |                                                               |

|  | Carnosauria   |
|  |               |
|  | Coelurosauria |
|  |               |

|              | Megalosauroidea                                               |
|              |                                                               |
| Avetheropoda | \| \| Carnosauria \| \| \| \| \| \| Coelurosauria \| \| \| \| |
|              | \| \| Carnosauria \| \| \| \| \| \| Coelurosauria \| \| \| \| |
|              | Carnosauria                                                   |
|              |                                                               |
|              | Coelurosauria                                                 |
|              |                                                               |

|  | Carnosauria   |
|  |               |
|  | Coelurosauria |
|  |               |

|              | Megalosauroidea                                               |
|              |                                                               |
| Avetheropoda | \| \| Carnosauria \| \| \| \| \| \| Coelurosauria \| \| \| \| |
|              | \| \| Carnosauria \| \| \| \| \| \| Coelurosauria \| \| \| \| |
|              | Carnosauria                                                   |
|              |                                                               |
|              | Coelurosauria                                                 |
|              |                                                               |

|  | Carnosauria   |
|  |               |
|  | Coelurosauria |
|  |               |

|              | Megalosauroidea                                               |
|              |                                                               |
| Avetheropoda | \| \| Carnosauria \| \| \| \| \| \| Coelurosauria \| \| \| \| |
|              | \| \| Carnosauria \| \| \| \| \| \| Coelurosauria \| \| \| \| |
|              | Carnosauria                                                   |
|              |                                                               |
|              | Coelurosauria                                                 |
|              |                                                               |

|  | Carnosauria   |
|  |               |
|  | Coelurosauria |
|  |               |

|              | Megalosauroidea                                               |
|              |                                                               |
| Avetheropoda | \| \| Carnosauria \| \| \| \| \| \| Coelurosauria \| \| \| \| |
|              | \| \| Carnosauria \| \| \| \| \| \| Coelurosauria \| \| \| \| |
|              | Carnosauria                                                   |
|              |                                                               |
|              | Coelurosauria                                                 |
|              |                                                               |

|  | Carnosauria   |
|  |               |
|  | Coelurosauria |
|  |               |

|              | Megalosauroidea                                               |
|              |                                                               |
| Avetheropoda | \| \| Carnosauria \| \| \| \| \| \| Coelurosauria \| \| \| \| |
|              | \| \| Carnosauria \| \| \| \| \| \| Coelurosauria \| \| \| \| |
|              | Carnosauria                                                   |
|              |                                                               |
|              | Coelurosauria                                                 |
|              |                                                               |

|  | Carnosauria   |
|  |               |
|  | Coelurosauria |
|  |               |

|              | Megalosauroidea                                               |
|              |                                                               |
| Avetheropoda | \| \| Carnosauria \| \| \| \| \| \| Coelurosauria \| \| \| \| |
|              | \| \| Carnosauria \| \| \| \| \| \| Coelurosauria \| \| \| \| |
|              | Carnosauria                                                   |
|              |                                                               |
|              | Coelurosauria                                                 |
|              |                                                               |

|  | Carnosauria   |
|  |               |
|  | Coelurosauria |
|  |               |

|              | Megalosauroidea                                               |
|              |                                                               |
| Avetheropoda | \| \| Carnosauria \| \| \| \| \| \| Coelurosauria \| \| \| \| |
|              | \| \| Carnosauria \| \| \| \| \| \| Coelurosauria \| \| \| \| |
|              | Carnosauria                                                   |
|              |                                                               |
|              | Coelurosauria                                                 |
|              |                                                               |

|  | Carnosauria   |
|  |               |
|  | Coelurosauria |
|  |               |

|              | Megalosauroidea                                               |
|              |                                                               |
| Avetheropoda | \| \| Carnosauria \| \| \| \| \| \| Coelurosauria \| \| \| \| |
|              | \| \| Carnosauria \| \| \| \| \| \| Coelurosauria \| \| \| \| |
|              | Carnosauria                                                   |
|              |                                                               |
|              | Coelurosauria                                                 |
|              |                                                               |

|  | Carnosauria   |
|  |               |
|  | Coelurosauria |
|  |               |

|              | Megalosauroidea                                               |
|              |                                                               |
| Avetheropoda | \| \| Carnosauria \| \| \| \| \| \| Coelurosauria \| \| \| \| |
|              | \| \| Carnosauria \| \| \| \| \| \| Coelurosauria \| \| \| \| |
|              | Carnosauria                                                   |
|              |                                                               |
|              | Coelurosauria                                                 |
|              |                                                               |

|  | Carnosauria   |
|  |               |
|  | Coelurosauria |
|  |               |

|              | Megalosauroidea                                               |
|              |                                                               |
| Avetheropoda | \| \| Carnosauria \| \| \| \| \| \| Coelurosauria \| \| \| \| |
|              | \| \| Carnosauria \| \| \| \| \| \| Coelurosauria \| \| \| \| |
|              | Carnosauria                                                   |
|              |                                                               |
|              | Coelurosauria                                                 |
|              |                                                               |

|  | Carnosauria   |
|  |               |
|  | Coelurosauria |
|  |               |

|              | Megalosauroidea                                               |
|              |                                                               |
| Avetheropoda | \| \| Carnosauria \| \| \| \| \| \| Coelurosauria \| \| \| \| |
|              | \| \| Carnosauria \| \| \| \| \| \| Coelurosauria \| \| \| \| |
|              | Carnosauria                                                   |
|              |                                                               |
|              | Coelurosauria                                                 |
|              |                                                               |

|  | Carnosauria   |
|  |               |
|  | Coelurosauria |
|  |               |

|              | Megalosauroidea                                               |
|              |                                                               |
| Avetheropoda | \| \| Carnosauria \| \| \| \| \| \| Coelurosauria \| \| \| \| |
|              | \| \| Carnosauria \| \| \| \| \| \| Coelurosauria \| \| \| \| |
|              | Carnosauria                                                   |
|              |                                                               |
|              | Coelurosauria                                                 |
|              |                                                               |

|  | Carnosauria   |
|  |               |
|  | Coelurosauria |
|  |               |

|              | Megalosauroidea                                               |
|              |                                                               |
| Avetheropoda | \| \| Carnosauria \| \| \| \| \| \| Coelurosauria \| \| \| \| |
|              | \| \| Carnosauria \| \| \| \| \| \| Coelurosauria \| \| \| \| |
|              | Carnosauria                                                   |
|              |                                                               |
|              | Coelurosauria                                                 |
|              |                                                               |

|  | Carnosauria   |
|  |               |
|  | Coelurosauria |
|  |               |

|              | Megalosauroidea                                               |
|              |                                                               |
| Avetheropoda | \| \| Carnosauria \| \| \| \| \| \| Coelurosauria \| \| \| \| |
|              | \| \| Carnosauria \| \| \| \| \| \| Coelurosauria \| \| \| \| |
|              | Carnosauria                                                   |
|              |                                                               |
|              | Coelurosauria                                                 |
|              |                                                               |

|  | Carnosauria   |
|  |               |
|  | Coelurosauria |
|  |               |

|              | Megalosauroidea                                               |
|              |                                                               |
| Avetheropoda | \| \| Carnosauria \| \| \| \| \| \| Coelurosauria \| \| \| \| |
|              | \| \| Carnosauria \| \| \| \| \| \| Coelurosauria \| \| \| \| |
|              | Carnosauria                                                   |
|              |                                                               |
|              | Coelurosauria                                                 |
|              |                                                               |

|  | Carnosauria   |
|  |               |
|  | Coelurosauria |
|  |               |

|              | Megalosauroidea                                               |
|              |                                                               |
| Avetheropoda | \| \| Carnosauria \| \| \| \| \| \| Coelurosauria \| \| \| \| |
|              | \| \| Carnosauria \| \| \| \| \| \| Coelurosauria \| \| \| \| |
|              | Carnosauria                                                   |
|              |                                                               |
|              | Coelurosauria                                                 |
|              |                                                               |

|  | Carnosauria   |
|  |               |
|  | Coelurosauria |
|  |               |

|              | Megalosauroidea                                               |
|              |                                                               |
| Avetheropoda | \| \| Carnosauria \| \| \| \| \| \| Coelurosauria \| \| \| \| |
|              | \| \| Carnosauria \| \| \| \| \| \| Coelurosauria \| \| \| \| |
|              | Carnosauria                                                   |
|              |                                                               |
|              | Coelurosauria                                                 |
|              |                                                               |

|  | Carnosauria   |
|  |               |
|  | Coelurosauria |
|  |               |

|              | Megalosauroidea                                               |
|              |                                                               |
| Avetheropoda | \| \| Carnosauria \| \| \| \| \| \| Coelurosauria \| \| \| \| |
|              | \| \| Carnosauria \| \| \| \| \| \| Coelurosauria \| \| \| \| |
|              | Carnosauria                                                   |
|              |                                                               |
|              | Coelurosauria                                                 |
|              |                                                               |

|  | Carnosauria   |
|  |               |
|  | Coelurosauria |
|  |               |

|              | Megalosauroidea                                               |
|              |                                                               |
| Avetheropoda | \| \| Carnosauria \| \| \| \| \| \| Coelurosauria \| \| \| \| |
|              | \| \| Carnosauria \| \| \| \| \| \| Coelurosauria \| \| \| \| |
|              | Carnosauria                                                   |
|              |                                                               |
|              | Coelurosauria                                                 |
|              |                                                               |

|  | Carnosauria   |
|  |               |
|  | Coelurosauria |
|  |               |

|              | Megalosauroidea                                               |
|              |                                                               |
| Avetheropoda | \| \| Carnosauria \| \| \| \| \| \| Coelurosauria \| \| \| \| |
|              | \| \| Carnosauria \| \| \| \| \| \| Coelurosauria \| \| \| \| |
|              | Carnosauria                                                   |
|              |                                                               |
|              | Coelurosauria                                                 |
|              |                                                               |

|  | Carnosauria   |
|  |               |
|  | Coelurosauria |
|  |               |

|              | Megalosauroidea                                               |
|              |                                                               |
| Avetheropoda | \| \| Carnosauria \| \| \| \| \| \| Coelurosauria \| \| \| \| |
|              | \| \| Carnosauria \| \| \| \| \| \| Coelurosauria \| \| \| \| |
|              | Carnosauria                                                   |
|              |                                                               |
|              | Coelurosauria                                                 |
|              |                                                               |

|  | Carnosauria   |
|  |               |
|  | Coelurosauria |
|  |               |

|              | Megalosauroidea                                               |
|              |                                                               |
| Avetheropoda | \| \| Carnosauria \| \| \| \| \| \| Coelurosauria \| \| \| \| |
|              | \| \| Carnosauria \| \| \| \| \| \| Coelurosauria \| \| \| \| |
|              | Carnosauria                                                   |
|              |                                                               |
|              | Coelurosauria                                                 |
|              |                                                               |

|  | Carnosauria   |
|  |               |
|  | Coelurosauria |
|  |               |

|              | Megalosauroidea                                               |
|              |                                                               |
| Avetheropoda | \| \| Carnosauria \| \| \| \| \| \| Coelurosauria \| \| \| \| |
|              | \| \| Carnosauria \| \| \| \| \| \| Coelurosauria \| \| \| \| |
|              | Carnosauria                                                   |
|              |                                                               |
|              | Coelurosauria                                                 |
|              |                                                               |

|  | Carnosauria   |
|  |               |
|  | Coelurosauria |
|  |               |

|              | Megalosauroidea                                               |
|              |                                                               |
| Avetheropoda | \| \| Carnosauria \| \| \| \| \| \| Coelurosauria \| \| \| \| |
|              | \| \| Carnosauria \| \| \| \| \| \| Coelurosauria \| \| \| \| |
|              | Carnosauria                                                   |
|              |                                                               |
|              | Coelurosauria                                                 |
|              |                                                               |

|  | Carnosauria   |
|  |               |
|  | Coelurosauria |
|  |               |

|              | Megalosauroidea                                               |
|              |                                                               |
| Avetheropoda | \| \| Carnosauria \| \| \| \| \| \| Coelurosauria \| \| \| \| |
|              | \| \| Carnosauria \| \| \| \| \| \| Coelurosauria \| \| \| \| |
|              | Carnosauria                                                   |
|              |                                                               |
|              | Coelurosauria                                                 |
|              |                                                               |

|  | Carnosauria   |
|  |               |
|  | Coelurosauria |
|  |               |

|              | Megalosauroidea                                               |
|              |                                                               |
| Avetheropoda | \| \| Carnosauria \| \| \| \| \| \| Coelurosauria \| \| \| \| |
|              | \| \| Carnosauria \| \| \| \| \| \| Coelurosauria \| \| \| \| |
|              | Carnosauria                                                   |
|              |                                                               |
|              | Coelurosauria                                                 |
|              |                                                               |

|  | Carnosauria   |
|  |               |
|  | Coelurosauria |
|  |               |

|              | Megalosauroidea                                               |
|              |                                                               |
| Avetheropoda | \| \| Carnosauria \| \| \| \| \| \| Coelurosauria \| \| \| \| |
|              | \| \| Carnosauria \| \| \| \| \| \| Coelurosauria \| \| \| \| |
|              | Carnosauria                                                   |
|              |                                                               |
|              | Coelurosauria                                                 |
|              |                                                               |

|  | Carnosauria   |
|  |               |
|  | Coelurosauria |
|  |               |

|              | Megalosauroidea                                               |
|              |                                                               |
| Avetheropoda | \| \| Carnosauria \| \| \| \| \| \| Coelurosauria \| \| \| \| |
|              | \| \| Carnosauria \| \| \| \| \| \| Coelurosauria \| \| \| \| |
|              | Carnosauria                                                   |
|              |                                                               |
|              | Coelurosauria                                                 |
|              |                                                               |

|  | Carnosauria   |
|  |               |
|  | Coelurosauria |
|  |               |

|              | Megalosauroidea                                               |
|              |                                                               |
| Avetheropoda | \| \| Carnosauria \| \| \| \| \| \| Coelurosauria \| \| \| \| |
|              | \| \| Carnosauria \| \| \| \| \| \| Coelurosauria \| \| \| \| |
|              | Carnosauria                                                   |
|              |                                                               |
|              | Coelurosauria                                                 |
|              |                                                               |

|  | Carnosauria   |
|  |               |
|  | Coelurosauria |
|  |               |

|              | Megalosauroidea                                               |
|              |                                                               |
| Avetheropoda | \| \| Carnosauria \| \| \| \| \| \| Coelurosauria \| \| \| \| |
|              | \| \| Carnosauria \| \| \| \| \| \| Coelurosauria \| \| \| \| |
|              | Carnosauria                                                   |
|              |                                                               |
|              | Coelurosauria                                                 |
|              |                                                               |

|  | Carnosauria   |
|  |               |
|  | Coelurosauria |
|  |               |

|              | Megalosauroidea                                               |
|              |                                                               |
| Avetheropoda | \| \| Carnosauria \| \| \| \| \| \| Coelurosauria \| \| \| \| |
|              | \| \| Carnosauria \| \| \| \| \| \| Coelurosauria \| \| \| \| |
|              | Carnosauria                                                   |
|              |                                                               |
|              | Coelurosauria                                                 |
|              |                                                               |

|  | Carnosauria   |
|  |               |
|  | Coelurosauria |
|  |               |

|              | Megalosauroidea                                               |
|              |                                                               |
| Avetheropoda | \| \| Carnosauria \| \| \| \| \| \| Coelurosauria \| \| \| \| |
|              | \| \| Carnosauria \| \| \| \| \| \| Coelurosauria \| \| \| \| |
|              | Carnosauria                                                   |
|              |                                                               |
|              | Coelurosauria                                                 |
|              |                                                               |

|  | Carnosauria   |
|  |               |
|  | Coelurosauria |
|  |               |

|              | Megalosauroidea                                               |
|              |                                                               |
| Avetheropoda | \| \| Carnosauria \| \| \| \| \| \| Coelurosauria \| \| \| \| |
|              | \| \| Carnosauria \| \| \| \| \| \| Coelurosauria \| \| \| \| |
|              | Carnosauria                                                   |
|              |                                                               |
|              | Coelurosauria                                                 |
|              |                                                               |

|  | Carnosauria   |
|  |               |
|  | Coelurosauria |
|  |               |

|              | Megalosauroidea                                               |
|              |                                                               |
| Avetheropoda | \| \| Carnosauria \| \| \| \| \| \| Coelurosauria \| \| \| \| |
|              | \| \| Carnosauria \| \| \| \| \| \| Coelurosauria \| \| \| \| |
|              | Carnosauria                                                   |
|              |                                                               |
|              | Coelurosauria                                                 |
|              |                                                               |

|  | Carnosauria   |
|  |               |
|  | Coelurosauria |
|  |               |

|              | Megalosauroidea                                               |
|              |                                                               |
| Avetheropoda | \| \| Carnosauria \| \| \| \| \| \| Coelurosauria \| \| \| \| |
|              | \| \| Carnosauria \| \| \| \| \| \| Coelurosauria \| \| \| \| |
|              | Carnosauria                                                   |
|              |                                                               |
|              | Coelurosauria                                                 |
|              |                                                               |

|  | Carnosauria   |
|  |               |
|  | Coelurosauria |
|  |               |

|              | Megalosauroidea                                               |
|              |                                                               |
| Avetheropoda | \| \| Carnosauria \| \| \| \| \| \| Coelurosauria \| \| \| \| |
|              | \| \| Carnosauria \| \| \| \| \| \| Coelurosauria \| \| \| \| |
|              | Carnosauria                                                   |
|              |                                                               |
|              | Coelurosauria                                                 |
|              |                                                               |

|  | Carnosauria   |
|  |               |
|  | Coelurosauria |
|  |               |

|              | Megalosauroidea                                               |
|              |                                                               |
| Avetheropoda | \| \| Carnosauria \| \| \| \| \| \| Coelurosauria \| \| \| \| |
|              | \| \| Carnosauria \| \| \| \| \| \| Coelurosauria \| \| \| \| |
|              | Carnosauria                                                   |
|              |                                                               |
|              | Coelurosauria                                                 |
|              |                                                               |

|  | Carnosauria   |
|  |               |
|  | Coelurosauria |
|  |               |

## Cladi
- †Herrerasauridi, probabilmente sono stati i Teropodi più antichi, comprendono forme primitive come Staurikosaurus, Gnathovorax e Herrerasaurus.
- †Coelophysoidi, non si sa con certezza se siano dei Ceratosauri primitivi. Include Coelophysis.
- †Dilophosauridi
- †Ceratosauriani, includono Saltriovenator, Ceratosaurus e Abelisauroidi. Questi ultimi erano i maggiori predatori dell'emisfero Sud durante la fine del Cretaceo.
- Tetanuri, il gruppo più vasto di tutti, comprende Spinosauroidi e Neotetanuri (Carnosauri e Coelurosauri).
  - †Megalosauroidi, include anche gli Spinosauri; può essere chiamato Spinosauroidea o Torvosauroidea.
  - Neotetanuri, teropodi avanzati che somigliano agli Uccelli, se nei cladi compare anche Neotheropoda questi possono essere chiamati Avetheropodi.
    - †Allosauroidi, include Allosaurus e predatori cinesi come il Sinraptor e predatori giganti come il Mapusaurus.
    - Coelurosauriani, un vasto gruppo con forme differenti per dimensioni, dieta e habitat.
      - †Tirannosauroidi, non sono piccoli come molti Celurosauri; sono un clado molto vasto.
      - †Ornitomimosauri, lunghi femori e probabilmente onnivori; hanno tanti denti.
      - Maniraptori, uccelli e i loro antenati più stretti, variano molto di dimensioni e possono essere di tutte le diete; tutti o quasi potrebbero essere piumati.
        - †Terizinosauri, grossi erbivori bipedi con lunghi artigli sulle zampe anteriori; pancia gonfia.
        - †Alvarezsauri, piccoli insettivori uccelliformi con lunghi femori.
        - †Oviraptorosauri, molti denti; la loro dieta e il modo di vivere sono ancora in fase di studi.
        - †Deinonicosauri, chiamati più comunemente "Raptor"; grosso artiglio a falce sul secondo dito del piede; cervello e occhi relativamente grandi.
        - Avialae: questo gruppo comprende gli uccelli attuali ed estinti (Jeholornitidi, Confuciusorniti, Scansoriopterigidi, Aves).
          - †Jeholornithidae
          - †Omnivoropterygidae
          - †Confuciusornithidae
          - †Enantiornithes
          - †Hesperornithes
          - Aves, uccelli tradizionali.